# Silvère Ganvoula M’boussy
Silvère Ganvoula M'boussy (ur. 22 czerwca 1996 w Brazzaville) – kongijski piłkarz grający na pozycji napastnika.

## Kariera klubowa
Swoją karierę piłkarską Ganvoula rozpoczął w klubie Patronage Sainte-Anne. W jego barwach zadebiutował w 2013 roku w kongijskiej lidze. W 2014 roku odszedł do marokańskiej Raji Casablanca.
Rok później Ganvoula ponownie zmienił klub i został piłkarzem tureckiego klubu Elazığspor. Swój debiut w TFF 1. Lig zaliczył 18 października 2015 w wygranym 1:0 domowym meczu z Adaną Demirspor. Pomimo początkowych problemów z grą, w drugiej połowie sezonu zaliczył zdecydowanie więcej spotkań ostatecznie zdobywając 5 bramek w 16 występach. Po zakończeniu sezonu rozwiązał swój kontrakt w Turcji z powodu problemów finansowych klubu. 
25 lipca 2016 roku został zawodnikiem KVC Westerlo. Od początku wywalczył sobie miejsce w pierwszym składzie i został jednym z objawień sezonu. Taki obrót spraw spowodował, że już w styczniu 2017 roku został wykupiony przez RSC Anderlecht. Stołeczny klub jednak wypożyczył go od razu do końca sezonu do Westerlo. Latem 2017 roku wrócił do Anderlechtu, jednak pod koniec okna transferowego podjęto decyzję o wypożyczeniu młodego zawodnika do KV Mechelen.
Wypożyczenie początkowo miało trwać pełny sezon, jednak w trakcie zimowego okna transferowego zostało zakończone i napastnik wrócił do Anderlechtu. Podczas rundy wiosennej sezonu 2017/2018 16 razy wystąpił w barwach Anderlechtu i wywalczył z drużyną prawo startu w rozgrywkach fazy grupowej Ligi Europy (2018/2019). 
20 lipca 2018 roku trafił na kolejne wypożyczenie tym razem do drużyny 2. Bundesligi - VfL Bochum. Napastnik dobrze prezentował się w barwach niemieckiej drużyny zdobywając 5 bramek w 21 meczach ligowych co poskutkowało wykupieniem go na stałe latem 2019 roku. Ganvoula związał się umową do końca sezonu 2022/2023. 

## Kariera reprezentacyjna
W reprezentacji Konga Ganvoula zadebiutował 17 maja 2014 w przegranym 0:1 meczu kwalifikacji do Pucharu Narodów Afryki 2015 z Namibią. W 2015 roku został powołany do kadry na Puchar Narodów Afryki 2015. Był na nim rezerwowym i nie wystąpił w żadnym meczu.